# Constantí el Diaca
Constantí el diaca (en llatí Constantinus Diaconus) va ser diaca i cartofílac (custodi dels arxius eclesiàstics) de l'església metropolitana de Constantinoble.
Va escriure una obra titulada Oratio encomiastica in Omnes Sanctos Martyres, de la que es conserva el manuscrit en grec. Va viure abans del segle viii. Fabricius l'inclou a la Bibliotheca Graeca.